# 中美洲和加勒比海足球聯會
中美洲和加勒比海足球聯會（Confederación Centroamericana y del Caribe de Fútbol，英文：Football Confederation of Central America and the Caribbean），簡稱CCCF，成立於 1938年，曾經是1939年至1961年管理中美洲和加勒比海地區足球運動的管理機構。1961年，中美洲和加勒比海足球聯會與北美足球聯會合併，成立中北美洲及加勒比海足球協會（CONCACAF）。中美洲和加勒比海足球聯會曾經於1941年到1961年主辦CCCF錦標賽。

## 成員國
中美洲和加勒比海足球聯會的成員國包括：
- 古巴 （前北美足球聯會成員）
- （後來的 ）
- 薩爾瓦多
- 海地
- 尼加拉瓜
- 巴拿马
- 荷屬圭亞那（後來的 苏里南）